# Miłosław (gromada)
Miłosław – dawna gromada, czyli najmniejsza jednostka podziału terytorialnego Polskiej Rzeczypospolitej Ludowej w latach 1954–1972.
Gromady, z gromadzkimi radami narodowymi (GRN) jako organami władzy najniższego stopnia na wsi, funkcjonowały od reformy reorganizującej administrację wiejską przeprowadzonej jesienią 1954 do momentu ich zniesienia z dniem 1 stycznia 1973, tym samym wypierając organizację gminną w latach 1954–1972.
Gromadę Miłosław z siedzibą GRN w mieście Miłosławiu (nie wchodzącym w skład gromady) utworzono – jako jedną z 8759 gromad na obszarze Polski – w powiecie wrzesińskim w woj. poznańskim, na mocy uchwały nr 42/54 WRN w Poznaniu z dnia 5 października 1954. W skład jednostki weszły obszary dotychczasowych gromad Białepiątkowo i Bugaj (bez obszarów włączonych do nowo utworzonej gromady Kołaczkowo), ponadto miejscowość Lipki z dotychczasowej gromady Lipki, miejscowość Rudki z dotychczasowej gromady Rudki oraz parcela 6/1 (o powierzchni 17,31 ha) z karty 1 obrębu Czeszewo Nadleśnictwo z dotychczasowej gromady Czeszewo – ze zniesionej gminy Miłosław w tymże powiecie. Dla gromady ustalono 22 członków gromadzkiej rady narodowej.
1 stycznia 1960 do gromady Miłosław włączono obszar zniesionej gromady Skotniki w tymże powiecie.
31 grudnia 1971 do gromady Miłosław włączono obszary zniesionych gromad Mikuszewo i Orzechowo w tymże powiecie.
Gromada przetrwała do końca 1972 roku, czyli do kolejnej reformy gminnej. 1 stycznia 1973 w powiecie wrzesińskim reaktywowano gminę Miłosław.